# 欧洲经济区与瑞士的身份证
除丹麦和爱尔兰以外的绝大多数欧盟以及欧洲经济区（EEA）的成员国均向其公民或国民签发身份证以用作身份证明文件。由于自2021年8月2日起新的通用身份证模型将取代各国所使用的旧有格式，因而自此之后在欧洲经济区所签发的身份证将在格式上实现统一，而各国的旧版身份证目前正在根据 (EU) 2019/1157 法规逐步淘汰。
截至2021年，欧盟及欧洲经济区内共有约2亿张身份证投入使用，其中包括5300万张新版欧盟标准身份证。其中十五个国家将身份证制度定为强制性，11个国家为自愿性，另外还有5个国家将其定为半强制性。除此之外，一些成员国在强制性身份证制度之外还要求其公民随身携带该卡，而另一些国家则仅要求保有身份证。
注明欧洲经济区成员国或瑞士公民身份（第4条及第5条）标记的身份证持有者可将其作为本国境内的身份证明文件，同时也可以将其作为国际旅行证件以行使其在欧洲经济区和瑞士境内自由前途定居的权利。但未有明确注明欧洲经济区成员国或瑞士公民身份的身份证，包括各成员国向非公民签发的居留许可或居留卡，在欧洲经济区和瑞士境内不具有旅行证件效力。